# Inmigración escocesa en Chile
La inmigración escocesa en Chile es el desplazamiento de personas que vinieron de Escocia y, en algunos casos, escoceses-irlandeses de Irlanda del Norte hacia Chile. Una gran proporción de escoceses son ganaderos de ovejas en la Región de Magallanes, en el extremo sur del país, y la ciudad de Punta Arenas tiene una gran fundación escocesa que data del siglo XVIII.
Un famoso escocés, Thomas, Lord Cochrane (más tarde 10º conde de Dundonald) formó la Armada de Chile para ayudar a liberar a Chile de España en el período de independencia. Chile desarrolló una sólida relación diplomática con Gran Bretaña e invitó a más colonos británicos al país en el siglo XIX.
Los acuerdos de terrenos del Gobierno chileno invitaron a asentamientos de Escocia y Gales en sus provincias del sur en las décadas de 1840 y 1850. El número de escoceses es aún mayor en las regiones de la Patagonia y Magallanes.
The Mackay School (es: La escuela Mackay), en Viña del Mar es un ejemplo de una escuela creada por inmigrantes escoceses. Los escoceses y otros inmigrantes británicos se encuentran principalmente en la educación superior, así como en la gestión económica y la vida cultural del país.[cita requerida]

## Isla de Pascua
Los inmigrantes escoceses también jugaron un papel destacado en la anexión de la Isla de Pascua/Rapa Nui por Chile.
La Williamson-Balfour Company, una empresa de inmigrantes escoceses, controló muchos aspectos de la vida en la isla y en 1903 crearon una subsidiaria, la Compañía Explotadora de la Isla de Pascua (CEDIP), hasta que fue entregada a la Armada de Chile.

## Comunidades de inmigrantes escoceses
Está la región metropolitana del Gran Santiago; seguido de las localidades de Antofagasta, Chillán, Concepción, Coquimbo, Iquique, Osorno, Puerto Aisén, Puerto Montt, Valdivia, Valparaíso y Viña del Mar.

## Personas destacadas
- Ian Campbell, rugbista
- Thomas 'Lord' Cochrane, décimo conde de Dundonald
- María Edwards McClure, asistente social y activista
- Sergio Livingstone, futbolista
- Enrique Mac Iver, político
- Alejandro Foxley, político
- Agustín Ross, banquero, diplomático
- Alexander Selkirk, marinero
- Andrés Wood, director de cine
- Mary Rose Mac-Gill, socialité